# Angelo Buono jr.
Angelo Buono jr. (Rochester, New York, 5 oktober 1934 – Calipatria, 21 september 2002) was een Amerikaanse seriemoordenaar. Buono en zijn neef Kenneth Bianchi staan samen bekend als de Hillside Stranglers.

## Achtergrond
Buono werd geboren in Rochester in de staat New York als zoon van twee Italiaans-Amerikaanse eerstegeneratie-emigranten uit het Italiaanse San Buono. In de aanloop naar de moorden had Buono al een lang strafblad, variërend van het niet betalen van kinderbijslag tot autodiefstal, mishandeling en verkrachting. In 1975, toen Buono 41 was, ontmoette hij Kenneth Bianchi. Buono, die zichzelf als "ladies' man" (charmeur en rokkenjager) omschreef, wist Bianchi ertoe over te halen om samen met hem twee vrouwen tot prostitutie te dwingen, hen min of meer gevangenhoudend. In het najaar van 1977 begon het tweetal ook andere vrouwen om te brengen. In de periode tot aan hun arrestatie begin 1979 hadden de twee al tien slachtoffers op hun naam staan.

## Rechtszaak
De rechtszaak tegen Buono was grotendeels gebaseerd op de getuigenis van Bianchi. Nadat was vastgesteld dat Bianchi een onbetrouwbare en onwillige getuige was, pleitten de oorspronkelijke aanklagers van het Openbaar Ministerie in Los Angeles County er bij de rechtbank voor alle beschuldigingen tegen Buono te laten vallen en hem vrij te laten. De president van de rechtbank verwierp hun pleidooi voor ontslag van rechtsvervolging echter en schoof de zaak door naar de procureur-generaal van Californië. De rechtszaak tegen Buono, die duurde van november 1981 tot november 1983, zou uiteindelijk de langste in de Amerikaanse geschiedenis worden. Het proces duurde dusdanig lang dat de procureur-generaal van Californië aan het eind inmiddels was vervangen. Tijdens het proces getuigde Bianchi in ruil voor strafvermindering tegen Buono. De jury veroordeelde Buono tot levenslange gevangenisstraf.

## Gevangenisstraf en overlijden
In 1986 trouwde Buono met een vrouwelijke ambtenaar, moeder van drie kinderen. Hij werd op 21 september 2002 dood aangetroffen in zijn cel in de Calipatria State Prison. Hij was op het moment van zijn overlijden alleen in zijn cel en stierf aan een hartaanval.

## Na zijn overlijden
In 2007 pleegde Buono's kleinzoon Christopher zelfmoord kort nadat hij zijn grootmoeder door het hoofd had geschoten. De vrouw was ooit met Buono getrouwd geweest en had vijf kinderen met hem.
In de film The Case of the Hillside Stranglers uit 1989 wordt de rol van Buono gespeeld door acteur Dennis Farina. In de film The Hillside Strangler uit 2004 wordt Buono gespeeld door Nicholas Turturro.